# Лорен Санчес
Лорен Венді Санчес (англ. Lauren Wendy Sánchez; нар. 19 грудня 1969, Альбукерке, Нью-Мексико, США) — американська журналістка, телеведуча, акторка, продюсерка, льотчиця і підприємиця.

## Біографія і кар'єра
Лорен Венді Санчес народилася 19 грудня 1969 року в Альбукерке (штат Нью-Мексико, США).
Почала кар'єру журналістки, телеведучої й акторки в 1990-х.
12 лютого 2001 народила сина Нікко від футболіста Тоні Гонсалеса. З 20 серпня 2005 року одружена з агентом з талантів Патріком Вайтселлом. В шлюбі народила сина Евана (нар. 22.06.2006) і дочку Елінор Патрішу (нар. 15.01.2008). 9 січня 2018 стало відомо, що пара розлучається, а Санчес зустрічається з підприємцем і мільярдером Джеффом Безосом.

## Фільмографія
| Рік  |   | Українська назва                                    | Оригінальна назва                         | Роль                             |
| ---- | - | --------------------------------------------------- | ----------------------------------------- | -------------------------------- |
| 1997 | с | Вавилон-5                                           | Babylon 5                                 | ведуча новин                     |
| 1999 | ф | Бійцівський клуб                                    | Fight Club                                | репортерка «4 каналу»            |
| 2001 | с | Подруги                                             | Girlfriends                               | ведуча                           |
| 2002 | с | Агентство                                           | The Agency                                | ведуча новин                     |
| 2003 | ф | Голівудські копи                                    | Hollywood Homicide                        | ведуча новин на вертольоті       |
| 2004 | ф | Післязавтра                                         | The Day After Tomorrow                    | ведуча міжнародних новин         |
| 2004 | ф | Стільниковий                                        | Cellular                                  | ведуча новин № 2                 |
| 2005 | ф | Фантастична четвірка                                | Fantastic Four                            | репортерка KCOP / KTTV           |
| 2005 | ф | Все або нічого                                      | The Longest Yard                          | сама себе                        |
| 2005 | с | Ів                                                  | Eve                                       | Араманда Де Ла Круз              |
| 2006 | ф | Акела і бджола                                      | Akeelah and the Bee                       | репортерка                       |
| 2006 | ф | Капітан Зум. Академія супергероїв                   | Zoom                                      | репортерка                       |
| 2007 | ф | Фантастична четвірка 2: Вторгнення Срібного серфера | Fantastic Four: Rise of the Silver Surfer | репортерка Fox News              |
| 2008 | ф | Татусева дочка                                      | College Road Trip                         | ведуча новин                     |
| 2008 | ф | Зимові мерці                                        | Killer Movie                              | Марґо Мурхед                     |
| 2008 | с | Бруд                                                | Dirt                                      | ведуча розважальної програми № 1 |
| 2008 | с |                                                     | Gotham Tonight                            | Лідія Філанджері                 |
| 2010 | ф | Людина, яка хотіла лишатися собою                   | L'Homme qui voulait vivre sa vie          | Лейла                            |
| 2010 | с | NCIS: Полювання на вбивць                           | NCIS                                      | агент NCIS Санчес                |
| 2010 | с | Дні нашого життя                                    | Days of Our Lives                         | Сісі Чавес                       |
| 2011 | ф | Ми купили зоопарк                                   | We Bought a Zoo                           | телеведуча                       |
| 2012 | ф | Селест і Джессі: Навіки разом                       | Celeste and Jesse Forever                 | репортерка новин                 |
| 2013 | ф | Штурм Білого дому                                   | White House Down                          | репортерка                       |
| 2014 | с | Рейк                                                | Rake                                      | ведуча новин №1                  |
| 2015 | ф | Третій зайвий 2                                     | Ted 2                                     | ведуча новин Бостона             |
| 2017 | ф | День любимої                                        | Girlfriend's Day                          | ведуча новин                     |